# هوانغ صن وو
هوانغ صن وو (مواليد 13 مايو 2003) هو سباح كوري جنوبي، حصل على الميدالية الفضية سباق 200 متر حرة في بطولة العالم للألعاب المائية 2022.